# ماثيو كوفمان
ماثيو كوفمان (بالإنجليزية: Matthew Kauffman)‏ هو صحفي أمريكي، ولد في 5 أكتوبر 1961 في برينستون في الولايات المتحدة.